# Romero (apellido)
Romero es un popular apellido del mundo hispanohablante. Actualmente aparece entre los 20 apellidos más comunes de  Perú, España, Argentina, Ecuador y Venezuela.

## Descripción del escudo
"En campo de gules, tres palos de oro, encadenados de azur y terrazados de oro".

## Origen del apellido
El apellido procede de la región mediterránea. Hay diversas historias acerca de este antropónimo. Una conjetura digna de atención considera que, de camino a la Tierra Santa, muchos viajeros se trasladaban desde el Imperio romano de Occidente al de Oriente, y que los habitantes del Imperio bizantino habrían dado el sobrenombre de "Romero" a los peregrinos que llegaban desde Roma (entendiérase por tal la capital o el imperio).
En cuanto a la planta, su nombre latino, rosmarinus, significa "rocío marino". Es conocida por su olor penetrante y por sus virtudes medicinales, entre ellas el refuerzo de la memoria. Esta hierba parece aguantar tanto la lluvia fuerte como los períodos largos de sequía. Además, es muy resistente a las plagas. A menudo, las familias que recibían el sobrenombre de "Romero" eran tenidas como gente muy capaz de soportar la adversidad y el sufrimiento, virtudes de los mártires.[cita requerida]
En la comunidad judía española, la hierba se empleaba en los ritos nupciales y en las bendiciones para dar a unas y a otras un carácter memorable. Hay un sitio en la red dedicado a la investigación de la genealogía sefardí: "Sephardim.com" . En él se cita el apellido "Romero" como hallado y registrado con frecuencia en los tiempos de la Inquisición, lo mismo de la Inquisición española que de la Inquisición portuguesa. Mediante el Edicto de Granada y el cumplimiento de sus cláusulas, se obligó a los integrantes de la población judía a marcharse o convertirse al catolicismo, y muchos fueron los apellidos dados a las familias judías conversas,[cita requerida] pero el de "Romero" llegó a tener una importancia especial para los perseguidos. El romero, la planta, fue un símbolo que recordaría la diáspora a las familias judeoespañolas y sefardíes, cuyas lágrimas serían tan abundantes como el "rocío del mar".
Sin embargo, el apellido Romero tenía una frecuencia alta también entre los viejos cristianos, por lo que simplemente fue adoptado para pasar junto con el resto de la población cristiana.
Con carácter general, los judíos, que llegaron a la península ibérica antes que los romanos, formaron sus apellidos de la misma forma que el resto de los ciudadanos de la antigua Hispania. Lo que si conservaban eran nombres hebreos que los conversos, que abrazaron el cristianismo para no ser expulsados, hubieron de cambiar por nombres cristianos al ser bautizados.